# بانک باندان
بانک باندان (انگلیسی: Bandhan Bank) شرکت خدمات مالی و بانکداری هندی است، که در سال ۲۰۱۵ توسط چاندرا شخار قوش تأسیس شد و هم‌اکنون مالک شبکه‌ای از ۵۳۷۱ شعبه می‌باشد.